# マーケットTODAY
マーケット·トゥディは、日本短波放送（ラジオたんぱ）の第1放送ほかで、2002年4月1日 - 2006年3月31日の間放送されていた経済情報番組である。日本BS放送の同名番組とは無関係。

## 概要
1954年の開局以来、株式市況中継を専門的に続けて来た同局は、2波体制が整った1963年より、第1放送で東証株価の市況、第2放送は大証・名証の株価市況と商品先物市況を分担して速報してきた。
しかし、バブル崩壊後の株価長期低迷、新興メディアとの競合、CM出稿量の低迷、BSデジタル放送（ビー・エス・コミュニケーションズ）事業の失敗などが輻輳して同局が慢性的赤字に陥り、年間2億円に上る株価オンライン情報使用料が経営上の重荷となったため、2002年4月の番組改編で第2放送を平日は原則休止とし、第1放送への集約と個別株価全銘柄市況中継の廃止が図られた事に伴い、解説・展望中心の当番組が発足した。
東証アローズ中継ブースをメインに、東京証券取引所記者クラブ所属の同局記者、若しくは株式評論家らと、女性アシスタントが寄り付き前から大引け日経平均確定の15時過ぎまでコンビで進行を担当し、各証券会社担当者との電話インタビュー等を盛り込んでいた。全銘柄を網羅できないものの、株式市況・商品先物市況等を遅延なしのリアルタイムで速報できる、国内の無料株価情報としては数少ない体制を整えていた。
一時的に平均株価が回復した事、個別株価全銘柄市況中継の廃止が聴取者の強い反発を招いた事などから、同局では2006年4月より平日2波放送と株価全銘柄市況の読み上げを復活させる事になり、後番組の『東京マーケットLIVE!』に引き継がれて行った。

## 終了時の主な出演者
- 前場キャスター（9:00 - 11:11）
  - 月曜：今野浩明
  - 火曜：石原暉知康（株式アナリスト。元同局アナウンサー）
  - 水曜：和島英樹
  - 木・金曜：鎌田伸一
- 後場キャスター（12:30 - 15:05）
  - 月 - 水曜：櫻谷光司[6]（株式新聞東京本社編集委員）
  - 木曜：石原暉知康
  - 金曜：長沢太朗
- 進行アナウンサー（9:00 - 11:11、12:30 - 15:05）
  - 月・金曜：内田政美
  - 火 - 木曜：叶内文子
- 株価速報（マーケット・ライブ）アナウンサー（9:00 - 15:42）
  - 永嶋啓司
  - 田中俊英

## 番組内容
2006年1月19日に実施された東京市場後場開始時刻繰り下げに伴い、12:30 - 13:30までのコーナー順序が一部入れ替えられた。後段は当該改編後のものではない。
- マーケット・ヘッドライン（ニュースと指標現況）
9:04、9:30、10:00、10:30、11:03、12:35、13:00、13:30、14:00、14:30
- マーケット・アイ
  - 9:08（キャスター解説）
  - 9:34（キャスター以外の記者による銘柄解説）
  - 10:11（キャスター解説）
  - 10:39（アナリスト電話インタビュー&キャスター解説）
  - 12:38（キャスター解説）
  - 13:05（キャスター以外の記者による銘柄解説）
  - 13:17（きょうの為替情報）
  - 13:35（アナリスト電話インタビュー）
  - 14:45（木曜のみ。アナリスト電話インタビュー）
- マーケット・ライブ（主要銘柄現在値速報）
  - 9:15、9:47、10:17、10:33、11:15（東証1部・2部の主要銘柄前引値段）
  - 11:55（大証、名証の主要銘柄前引値段）
  - 12:48、13:11、13:47、14:05、14:36、15:00（大引け指標&翌営業日展望）
  - 15:11（東証1部・2部、大証、名証の主要銘柄大引値段）
- パワーデータファイル（前引け指標&後場展望）
11:00
- 商品先物市況
9:25、9:53、10:22、10:55、11:43、13:24、13:54、14:23、15:10、15:47
- 機関投資家の目（月・水・金）、市況ダイヤル（火・木）
10:05（アナリスト電話インタビュー）
- 企業インタビュー（月・水・金）
14:10（注目銘柄について当該企業トップにインタビュー。この部分のみオンデマンド配信[7]あり）
- 中国・アジア情報（火）、日本株リサーチ情報（木）
14:15（アイザワ証券アナリストによる解説）
- マーケット・ウォッチ（月）、マーケット・カフェタイム（水・金）
14:45（リテラ・クレア証券サテライトスタジオより公開中継。月曜は東京・兜町『レビスタ東京』から、水・金曜は大阪・梅田『レビスタ大阪』から）
- 投資情報室（火）
14:45（岡三証券アナリストによる解説）
- テレマートラジオショッピング（短波放送・BSデジタルラジオのみ）
11:11、15:42